# Avdur
Avdur (armeniska: Ավդուռ, Avdurr) är en ort i Azerbajdzjan.   Den ligger i distriktet Xocavənd Rayonu, i den centrala delen av landet, 260 kilometer väster om huvudstaden Baku. Avdur ligger 863 meter över havet och antalet invånare är 151.
Terrängen runt Avdur är lite bergig. Runt Avdur är det ganska glesbefolkat, med 42 invånare per kvadratkilometer.. Närmaste större samhälle är Müşkapat, 8,8 kilometer söder om Avdur. 
Trakten runt Avdur består till största delen av jordbruksmark.